# Casaglia (Ferrara)
Casaglia è una frazione del comune di Ferrara, in Emilia-Romagna.
Il toponimo deriva da casalie, ovvero un piccolo gruppo di case. È compresa nella Circoscrizione 3.

## Storia
Le origini del borgo sono da ricercare nella strada sulla quale esso sorge, citata già negli Statuti Ferraresi del 1287, posta all'interno dell'omonimo polesine nato dal nuovo alveo del Po che in questa terra stava prendendo forma dopo la rotta di Ficarolo del 1152.
La frazione viene spesso citata negli elenchi delle rotte del Po, e in particolare le più violente si verificarono nel 1419, quando il suo territorio venne totalmente invaso dalle acque, poi nel 1627, quando l'alluvione danneggiò gravemente la casa di caccia degli Este, la quale versava già in stato di abbandono a causa della partenza degli Este per Modena, ed infine nel 1705, quando le acque arrivarono sino alle porte di Ferrara. Nel 1955 fu invece evitato il disastro alluvionale, quando l'argine destro del Po crollò in località Marconcina a causa dell'eccessivo abbassamento delle acque del fiume. Seguì a questo evento la riparazione degli argini, i quali avrebbero rischiato di franare anche con le piene normali. In seguito a questo intervento le campagne circostanti poterono godere di una rapida ripresa produttiva, in particolare basata sulla frutticoltura.

## Monumenti e luoghi d'interesse

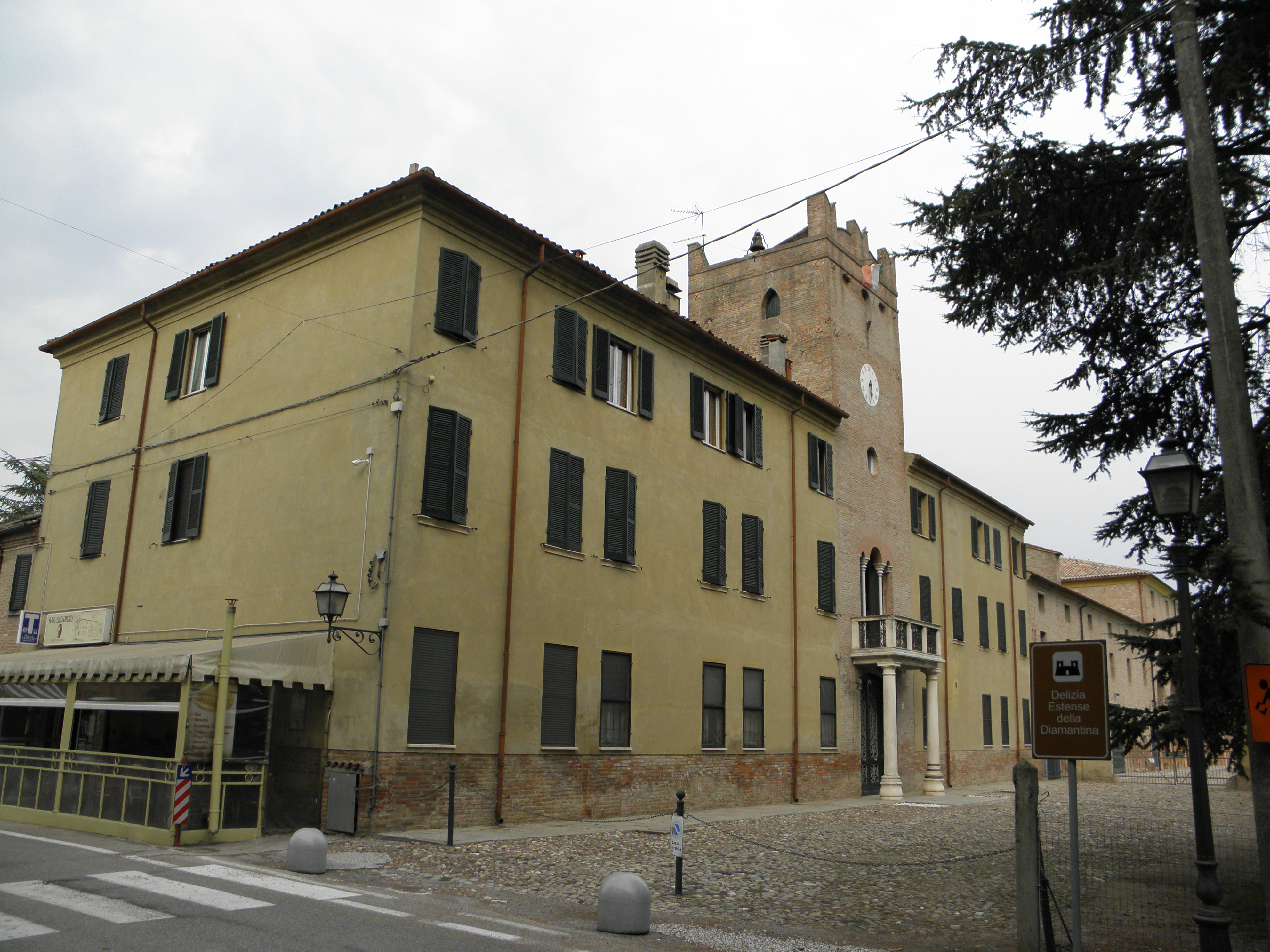
Delizia della Diamantina

### Architetture religiose
- Chiesa di San Giacomo Maggiore, parrocchiale costruita verso il 1460 per volontà di Borso d'Este.[2][3]

### Architetture civili
- Delizia della Diamantina antica dimora e casa di caccia degli Este, divenuta col tempo abitazione privata e in parte museo della civiltà contadina.[4]